# 183 Istria
183 Istria è un asteroide della fascia principale del diametro medio di circa 35,43 km. Scoperto nel 1878, presenta un'orbita caratterizzata da un semiasse maggiore pari a 2,7924604 UA e da un'eccentricità di 0,3501037, inclinata di 26,38134° rispetto all'eclittica.
Il suo nome è dedicato all'Istria, la regione da cui fu scoperto tale asteroide.